# Malvar (Rebsorte)
Malvar ist eine autochthone Weißweinsorte Spaniens. Ihr Anbau ist in den Regionen Kastilien-La Mancha und Madrid empfohlen und in den Bereichen der Extremadura zugelassen. Sie findet dabei Eingang in den Weißweinen der D.O. Mondéjar, Ribera del Guadiana und Vinos de Madrid. In den 1990er Jahren wurde eine bestockte Rebfläche von 3.795 Hektar erhoben, davon allein über 2.000 Hektar bei Madrid.
Die spätreifende Sorte erbringt leichte, rustikale Weine, die aber aufgrund ihres Säuregehalts durchaus frisch und von Charakter sein können. Sie wird sporadisch auch als Tafeltraube verwendet.

## Ampelographische Sortenmerkmale
In der Ampelographie wird der Habitus folgendermaßen beschrieben:
- Die Triebspitze ist offen. Sie ist wollig behaart, mit karminrotem Anflug. Die gelblichen Jungblätter sind leicht wollig behaart und bronzefarben gefleckt.
- Die mittelgroßen Blätter sind fünflappig und tief gebuchtet (siehe auch den Artikel Blattform). Die Stielbucht ist ellipsen-förmig geschlossen. Das Blatt ist stumpf gezahnt. Die Zähne sind im Vergleich zu anderen Rebsorten mittelgroß.
- Die walzen- bis kegelförmige Traube ist groß und dichtbeerig. Die rundlichen Beeren sind mittelgroß und von weiß-gelblicher Farbe.

Die Rebsorte reift ca. 20 Tage nach dem Gutedel und gehört damit zu den Rebsorten der späten zweiten Reifungsperiode (siehe das Kapitel im Artikel Rebsorte). Sie gilt somit als noch früh reifend.
Malvar ist eine Varietät der Edlen Weinrebe (Vitis vinifera). Sie besitzt zwittrige Blüten und ist somit Selbstbefruchter. Beim Weinbau wird der ökonomische Nachteil vermieden, keinen Ertrag liefernde männliche Pflanzen anpflanzen zu müssen.